# Jelena Nikolajeva
Jelena Nikolajevna Nikolajeva (ryska: Елена Николаевна Николаева), född den 1 februari 1966 är en rysk före detta friidrottare som tävlade i gång. 
Nikolajeva tillhörde världseliten i gång under 1990-talet och början av 2000-talet. Hennes genombrott kom när hon vid VM 1987 i Rom slutade på femte plats. Hon deltog vid Olympiska sommarspelen 1992 i Bar Barcelona där hon blev silvermedaljör på 10 km gång efter Kinas Chen Yueling. 
Nikolajeva deltog även vid inomhus-VM 1993 där hon blev världsmästare på den kortare distansen 3000 meter gång. Vid VM utomhus samma år slutade hon på sjunde plats. Ytterligare medaljer blev det när hon blev bronsmedaljör vid såväl EM 1994 som vid VM 1995 båda gångerna på 10 km gång. 
Vidare deltog hon vid Olympiska sommarspelen 1996 i Atlanta där hon på tiden 41.49 blev olympisk guldmedaljör. Trots framgången 1996 blev VM året efter en besvikelse och hon slutade först på nionde plats. 
I och med VM 1999 började damerna tävla på den längre distansen 20 km gång och vid hennes första mästerskap slutade hon på tolfte plats. Redan till EM 2002 hade hon etablerat sig i världstoppen och blev silvermedaljör efter landsmannen Olimpiada Ivanova. Ett ännu större steg i karriären innebar VM 2003 i Paris där hon vann guld på tiden 1:26.52. Hennes sista deltagande i internationella mästerskap var vid Olympiska sommarspelen 2004 i Aten där hon slutade på en 17:e plats.